# Croft Circuit

Ontwerp van Croft Circuit

Croft Circuit is een autoracecircuit in het Engelse graafschap North Yorkshire. Het circuit is 3,4 kilometer lang en heeft 12 bochten. Het circuit was vroeger een vliegveld. Er worden races gehouden van de BTCC, British Superbike en de British F3.

## Geschiedenis
Er werden al races gehouden op het circuit (toen nog vliegveld) in de jaren 20. Maar pas na de Tweede Wereldoorlog werd het een echt circuit.
Aan het begin van de oorlog was het een vliegveld van de Royal Air Force, RAF Croft. Het werd Crofd Aerodome genoemd en er werden vooral bommenwerpers geplaatst als Lancasters, Wellingtons en Stirlings.
Er gebeurden veel ongelukken met de vliegtuigen door een te korte landingsbaan. Een bommenwerper die terugkwam uit Duitsland schoot van de landingsbaan en belandde 5 kilometer verder in een boom. Alle bemanningsleden werden hierbij gedood. 
In 1947 werd het vliegveld gesloten en verkocht aan John Neasham die er een privévliegveld van maakte. Dit had geen succes en het vliegveld ging failliet in 1952. 
Na het faillissement werden op het vliegveld illegale motorraces gehouden. In 1962 werd het terrein gekocht door Bruce Ropner die er een echt circuit van maakte. Het circuit was klaar in juli 1964. De eerste race werd gehouden op 3 augustus 1964. 

## Evenementen
Op het circuit worden diverse raceklassen verreden: British Touring car Championship (BTCC), Porsche Supercup, Renault Clio Cup, Formula Renault BARC, UK Formula BMW, SEAT Cupra Cup, British Superbike Championship, Historic Car Racing, Britse Formule Ford, Pickup Truck Racing, British F3 en de Formule Palmer Audi.